# 亚戈迪纳
亚戈迪纳（羅馬化：Jagodina，發音：[jâɡodina] ⓘ）是塞尔维亚中部波莫拉夫列区的城市及该区的行政中心，距塞尔维亚首都贝尔格莱德以南136公里。城市面积为470平方公里，2022年人口数量为64,644人，中心城区的人口数量则为34,892人。

## 名称
该市史上最早记录出现于1399年，记作“Jagodna”，源于塞尔维亚语中的“草莓”（Jagoda）一词。1946年至1992年该市更名为斯韦托扎雷沃（[sʋetozǎːreʋo]） ，得名自斯韦托扎尔·马尔科维奇。